# Shehbaz Sharif
Mian Muhammad Shahbaz Sharif (Punjabi/Urdu: میاں محمد شہباز شریف) (Lahore, 23 september 1951) is een Pakistaans politicus en leider van de politieke partij Pakistan Muslim League (N). Sinds 4 maart 2024 is hij de premier van Pakistan, een functie die hij eerder al bekleedde tussen 11 april 2022 en 14 augustus 2023.

## Levensloop

### Familie
Shehbaz Sharif werd in 1951 in Lahore geboren in een van de machtigste industriële families van Pakistan. Zijn vader, Mian Muhammad Sharif (1919-2004), werd in een klein dorpje in het Indiase district Tarn Taran geboren en vestigde zich in 1936 met zijn zes broers in Pakistan. In Pakistan richtte hij in 1939 een staalfabriek op in Lahore, en die groeide na de onafhankelijkheid uit tot een complex van bedrijven in de constructiebouw. In 1972 werd de onderneming genationaliseerd door de regering-Bhutto, en tussen beide families zou het nooit meer goed komen.
Ook zijn moeder werd in het huidige India geboren, in de stad Pulwama. Sharif Shehbaz is van Kasjmiri afkomst, maar sprak thuis met zijn ouders en broers het Punjabi als eerste taal. Naast Shehbaz Sharif bestond het gezin uit Nawaz Sharif (geb. 1949), die later premier van Pakistan zou worden, en Abbas Sharif (1956-2013), eveneens een politicus.

### Politiek
Sharif behoort tot de Pakistan Muslim League (N) en was meermaals de Chief minister van de provincie Punjab: in de periode 1997-1999, 2008-2013 en 2013-2018. Na de coup d'état in 1999 onder leiding van Pervez Musharraf, waarbij zijn broer Nawaz Sharif werd afgezet, werd Sharif gearresteerd. Op verzoek van het Huis van Saoed leefden Sharif en zijn overige familieleden tot 2007 in ballingschap in Saoedi-Arabië. In 2007 vestigde Sharif zich weer in Pakistan, waar hij zijn politieke carrière voortzette.
In 2018 werd hij oppositieleider in het Pakistaanse parlement. Hij voerde er oppositie tegen de toenmalige premier Imran Khan. Toen Khan in april 2022 via een motie van wantrouwen werd weggestemd, kon Sharif een nieuwe regering vormen en werd hij benoemd tot de nieuwe premier van Pakistan.
In augustus 2023, aan het eind van de wettelijke parlementaire ambtstermijn, trad Sharif af om nieuwe verkiezingen voor te bereiden. Deze vonden plaats in februari 2024 en verliepen zeer onrustig: er werden terroristische aanslagen gepleegd en ook waren er hevige protesten tegen de uitsluiting van Imran Khan. Na de verkiezingen sloot de PML-N een akkoord met de Pakistan Peoples Party (PPP) van Asif Ali Zardari, waarna Sharif opnieuw premier werd en Zardari president.

### Privé
Sharif trad in 1973 in het huwelijk met Begum Nusrat. Uit dit huwelijk werden vier kinderen geboren, waaronder politicus Hamza Sharif.
In 2003 trouwde hij in Dubai met zijn tweede vrouw, schrijfster en vrouwenrechtenactiviste Tehmina Durrani.